# نادي هجر موسم 2006–07
موسم 2006–07 هو الموسم الثامن والستون في تاريخ نادي هجر والموسم السادس تواليًا للنادي في الدرجة الأولى من الدوري السعودي. شارك الفريق أيضًا في كأس ولي العهد.

## المنافسات

### نظرة عامة
| المنافسة           | أول مباراة     | آخر مباراة     | الدور الافتتاحي | المركز النهائي | السجل | السجل | السجل | السجل | السجل | السجل | السجل | السجل   |
| المنافسة           | أول مباراة     | آخر مباراة     | الدور الافتتاحي | المركز النهائي | لعب   | ف     | ت     | خ     | له    | عليه  | ف.أ.  | الفوز % |
| ------------------ | -------------- | -------------- | --------------- | -------------- | ----- | ----- | ----- | ----- | ----- | ----- | ----- | ------- |
| دوري الدرجة الأولى | 2 نوفمبر 2006  | 14 ديمسبر 2006 | يوم المباريات 1 | الرابع         | 26    | 10    | 8     | 8     | 32    | 30    | +2    | 038٫46  |
| كأس ولي العهد      | 30 نوفمبر 2006 | 30 نوفمبر 2006 | الدور الأول     | الدور الثاني   | 2     | 1     | 1     | 0     | 3     | 2     | +1    | 050٫00  |
| المجموع            | المجموع        | المجموع        | المجموع         | المجموع        | 28    | 11    | 9     | 8     | 35    | 32    | +3    | 039٫29  |

آخر تحديث: 3 مايو 2007
المصدر: المنافسات

## وصلات خارجية
- الموقع الرسمي لنادي هجر